# Fairey Flycatcher
El Fairey Flycatcher fue un avión de caza embarcado biplano monoplaza británico fabricado por la Fairey Aviation Company, que prestó servicio entre 1923 y 1934. Se fabricó con un tren de aterrizaje convencional para su uso en portaaviones, aunque éste podía intercambiarse por flotadores para su uso desde catapulta a bordo de buques capitales.

## Diseño y desarrollo
El Flycatcher fue diseñado para cubrir los requisitos de la Especificación N6/22 para un caza e hidroavión de portaaviones que reemplazara al Gloster Nightjar, propulsado por motores radiales Armstrong Siddeley Jaguar o Bristol Jupiter. Tanto Fairey como Parnall presentaron diseños para cubrir esta especificación; Fairey produjo el Flycatcher y Parnall, el Parnall Plover. El primero de los tres prototipos del Flycatcher realizó su primer vuelo el 28 de noviembre de 1922, propulsado por un motor Jaguar II, aunque posteriormente se le equipó con un Jupiter IV. Se realizaron pequeños pedidos tanto del Flycatcher (nueve aviones) como del Plover (diez aviones) para permitir la evaluación de servicio. Después de las pruebas, se ordenó la producción plena del Flycatcher.
El Flycatcher fue un diseño notable para su época y uno de los primeros aviones diseñados específicamente para operar desde portaaviones. Los flaps recorrían completamente los bordes de salida de ambas alas. Estos podían bajarse para el aterrizaje y el despegue, lo que le permitía usar sólo 46 m de espacio de cubierta "para entrar y salir".
El fuselaje estaba hecho de madera y metal con revestimiento de tela. Un tren de aterrizaje algo voluminoso podía sustituirse por flotadores dobles o por una combinación de ruedas y flotador para uso anfibio.
Se añadieron frenos hidráulicos de rueda para facilitar la detención de la aeronave en el reducido espacio de un portaaviones. Los primeros modelos incorporaban ganchos de detención en la barra separadora del tren de aterrizaje, diseñados para enganchar los cables de detención tendidos en la cubierta del portaaviones.

## Historia operacional
La producción del Flycatcher comenzó en la fábrica de Fairey en Hayes en 1923, entrando en servicio con el Destacamento N.º 402 del Fleet Air Arm. El Flycatcher voló desde todos los portaaviones británicos de su época. Se fabricaron unos 192 ejemplares. Un despliegue típico fue en el portaaviones HMS Courageous, donde 16 Flycatcher sirvieron junto a 16 Blackburn Ripon y 16 aviones de reconocimiento.
Muy populares entre los pilotos, los Flycatcher eran fáciles de volar y muy maniobrables. Fue en estas aeronaves que el Fleet Air Arm desarrolló las tácticas de combate empleadas en la Segunda Guerra Mundial.
El Flycatcher prestó servicio en las flotas de la Home Fleet, del Mediterráneo, de las Indias Orientales y de China. Durante su servicio en la base de China, el Flycatcher luchó contra los piratas chinos en aguas cercanas a Hong Kong.

## Variantes

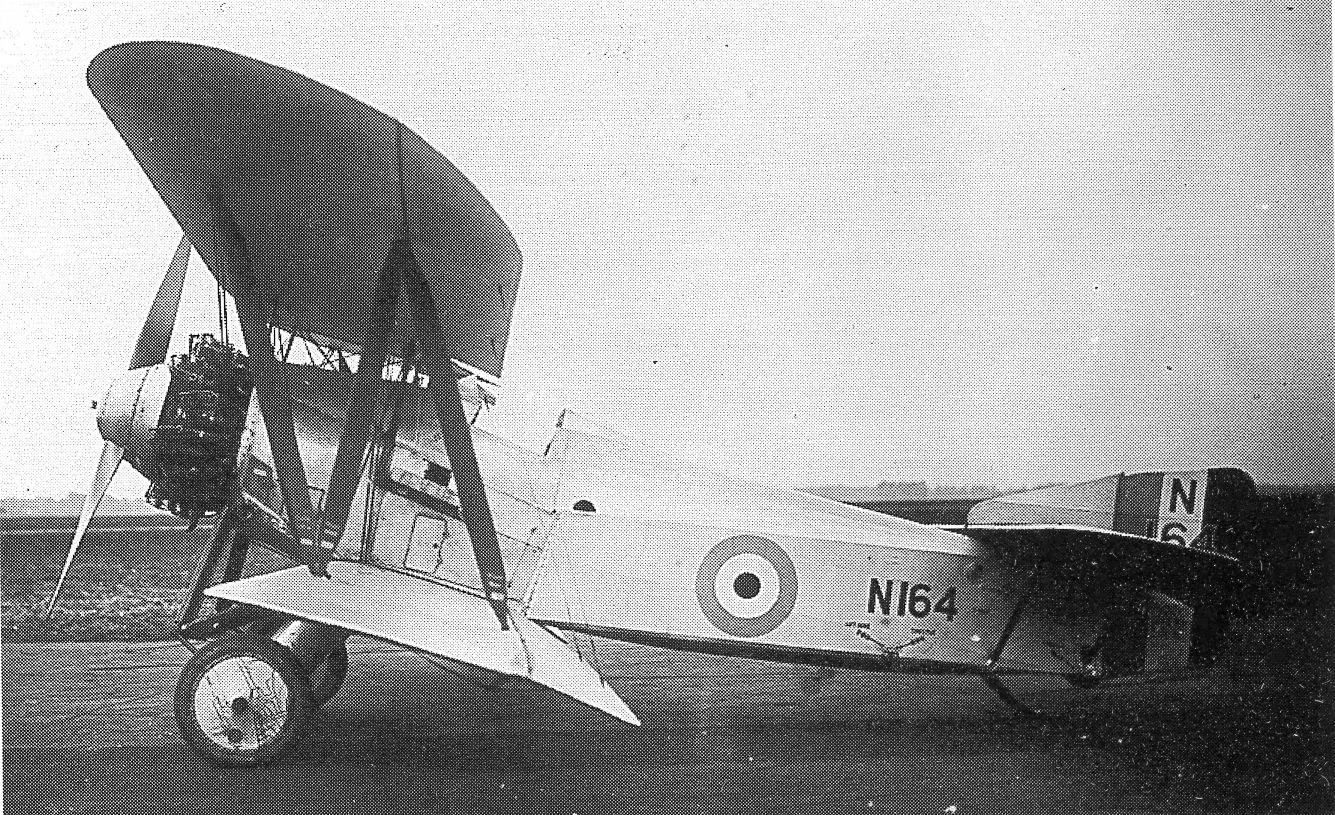
Segundo prototipo del Flycatcher I.

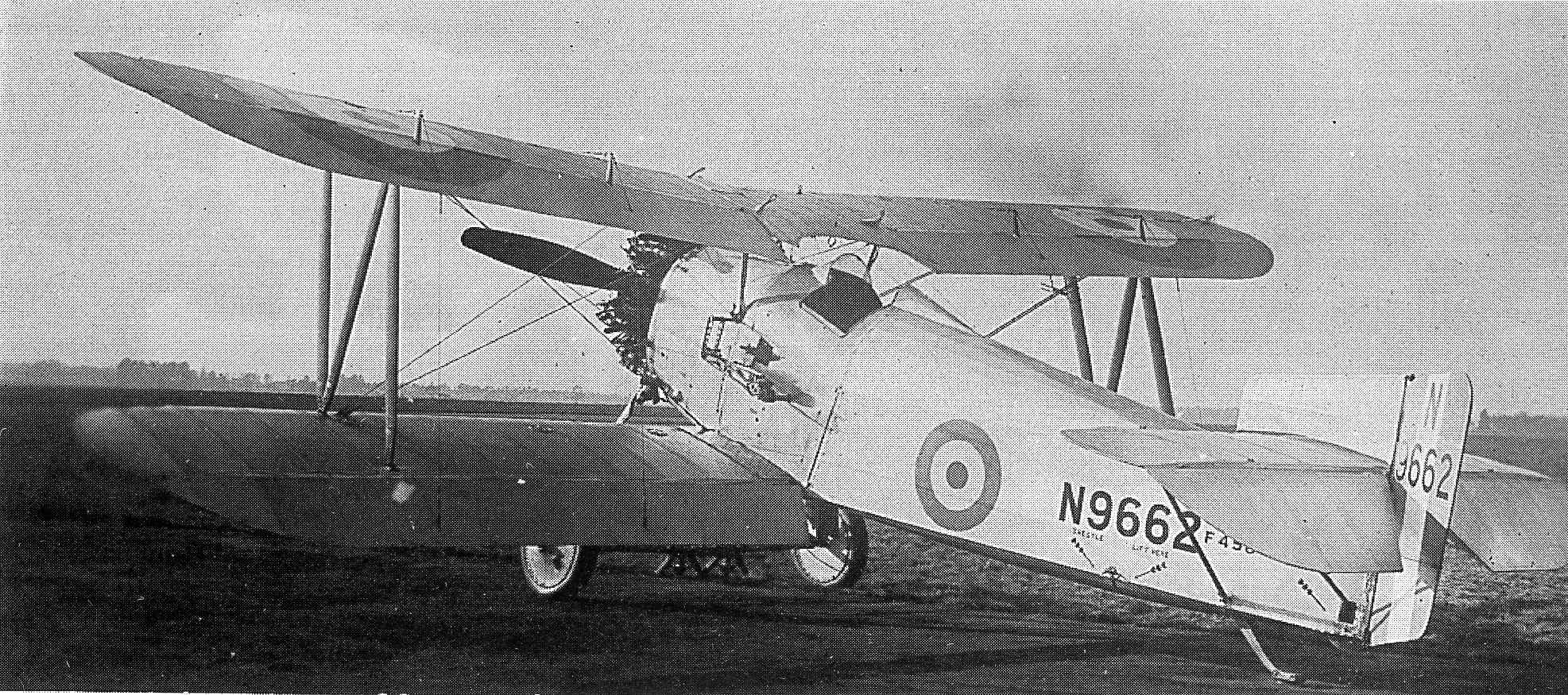
Flycatcher I de producción.

Flycatcher Mk I
Avión de caza monoplaza para la Armada Real.
Flycatcher Mk II
Prototipo de reemplazo planificado del Flycatcher I. Fundamentalmente una aeronave completamente diferente del Flycatcher I, el Flycatcher II, fabricado íntegramente en metal, fue volado por primera vez el 4 de octubre de 1926 por Norman Macmillan, compitiendo contra el Gloster Gnatsnapper, el Hawker Hoopoe, el Armstrong Whitworth Starling y Vickers Type 123/141 para cubrir la Especificación N.21/26. Esta Especificación fue posteriormente abandonada. No se produjo.

## Operadores
Reino Unido
- Marina Real británica
  - Arma Aérea de la Flota
- Real Fuerza Aérea
  - Destacamento de Alta Velocidad de la RAF

## Supervivientes

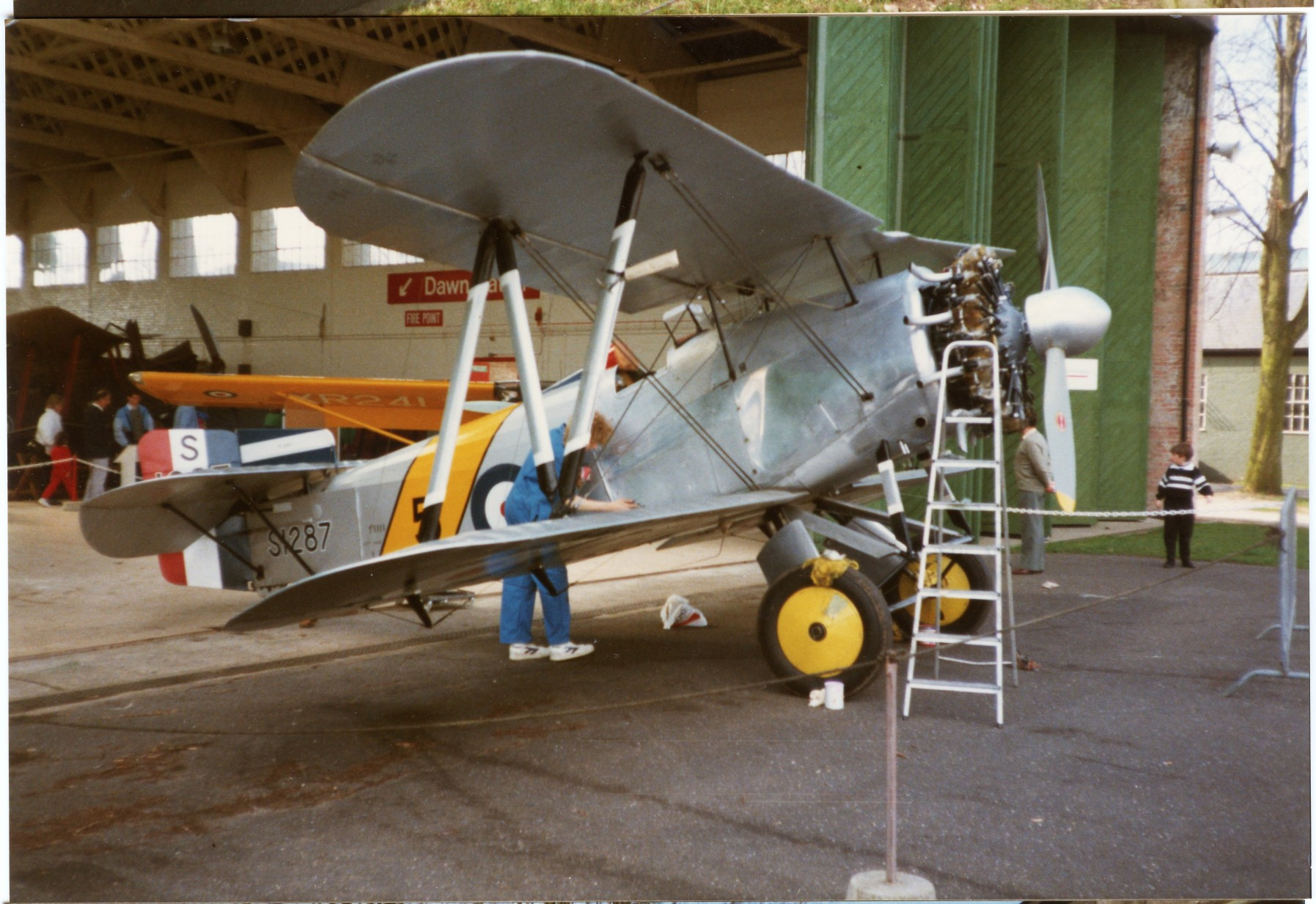
La réplica del Flycatcher G-BEYB en el Museo Imperial de la Guerra de Duxford durante la década de 1990.

No se conserva ningún avión, pero el Museo del Fleet Air Arm conserva una réplica del Flycatcher, construida en 1977. Matriculada como G-BEYB, estuvo en vuelo hasta 1996, cuando se puso en exhibición permanente. Actualmente se conserva en la colección de reserva del museo, a la que el público sólo tiene acceso ocasional.

## Especificaciones (Flycatcher I)
Referencia datos: The British Fighter since 1912

### Características generales
- Tripulación: Uno (piloto)
- Longitud: 7 m (23 ft)
- Envergadura: 8,8 m (29 ft)
- Altura: 3,7 m (12 ft)
- Superficie alar: 26,8 m² (288,5 ft²)
- Peso vacío: 924 kg (2036,5 lb)
- Peso cargado: 1373 kg (3026,1 lb) (avión terrestre)
- Planta motriz: 1× motor radial de 14 cilindros en dos filas refrigerado por aire Armstrong Siddeley Jaguar IV.
  - Potencia: 300 kW (414 HP; 408 CV)
- Hélices: Bipala de paso fijo

### Rendimiento
- Velocidad máxima operativa (Vno): 214 km/h (133 MPH; 116 kt) a nivel del mar
- Alcance: 500 km (270 nmi; 311 mi)
- Techo de vuelo: 5800 m (19 029 ft)
- Régimen de ascenso: 5,5 m/s (1083 ft/min)
- Carga alar: 38,6 kg/m² (7,9 lb/ft²)
- Tiempo a altitud: 9 min 29 s para 3000 m (10 000 pies)[8]

### Armamento
- Ametralladoras: 

  - 2x Vickers de 7,7 mm frontal fija
- Bombas: Provisión para 4 de 9,1 kg bajo las alas

## Aeronaves relacionadas

### Aeronaves similares
- Boeing FB
- Nakajima A1N
- Gloster Nightjar